# Stomosis
Stomosis är ett släkte av tvåvingar. Stomosis ingår i familjen sprickflugor.

## Arter
- Stomosis arachnophila
- Stomosis flava
- Stomosis flavoscutellata
- Stomosis innominata
- Stomosis rufula
- Stomosis vittata